# Moulin Rouge!
A Moulin Rouge! 2001-ben bemutatott amerikai–ausztrál zenés romantikus filmdráma Baz Luhrmann rendezésében. A Kötelező táncok (1992) és a Rómeó + Júlia (1996) után Luhrmann Vörös függöny trilógiájának harmadik, egyben befejező része. A népes szereplőgárdát felvonultató mű fontosabb szerepeiben Nicole Kidman, Ewan McGregor, Jim Broadbent, Richard Roxburgh, John Leguizamo, Jacek Koman és Caroline O’Connor látható.
Világpremierje a 2001-es cannes-i filmfesztiválon volt, ahol versenybe szállt az Arany Pálmáért. Az ausztrál mozikban 2001. május 25-én, míg Észak-Amerikában június 1-jén mutatták be. A film bevételi és kritikai sikert aratott, a 74. Oscar-gálán nyolc kategóriában jelölték díjra, ebből kettőt (legjobb látványtervezés, legjobb jelmeztervezés) meg is nyert. Kidmant a legjobb női főszereplő díjára jelölték.

## Cselekmény
Párizs, 1900. Párizs fényözönéből is kiragyog a Moulin Rouge. E mulatóban gyűltek össze mind, akiknek még több fényűzésre, vágyra és vadságra volt szükségük.
Ebbe a világba csöppen bele az ifjú költő: Christian. Őt mégsem ez a hatalmas fényűzés ejti rabul, hanem minden férfi vágyálma, a környék legkedveltebb prostituáltja: Satine. A film e két ember lehetetlen, gyönyörű és tragikus szerelmét mutatja be.

## Szereplők
| Szerep                    | Színész                 | Magyar hang           |
| ------------------------- | ----------------------- | --------------------- |
| Satine                    | Nicole Kidman           | Pápai Erika           |
| Christian                 | Ewan McGregor           | Anger Zsolt           |
| Henri de Toulouse-Lautrec | John Leguizamo          | Kálloy Molnár Péter   |
| Harold Zidler             | Jim Broadbent           | Szombathy Gyula       |
| A herceg                  | Richard Roxburgh        | Pusztaszeri Kornél    |
| A doktor                  | Garry McDonald          | Kun Vilmos            |
| A narkolepsziás argentin  | Jacek Koman             | Bede-Fazekas Szabolcs |
| Satie                     | Matthew Whittet         | Hevér Gábor           |
| Marie                     | Kerry Walker            | Halász Aranka         |
| Nini                      | Caroline O'Connor       | Kiss Virág            |
| Arabia                    | Christine Anu           |                       |
| China Doll                | Natalie Jackson Mendoza |                       |
| Môme Fromage              | Lara Mulcahy            |                       |
| Audrey                    | David Wenham            | Szokol Péter          |
| A Zöld Tündér             | Kylie Minogue           |                       |
| A Zöld Tündér (hang)      | Ozzy Osbourne           |                       |
| Le Chocolat               | Deobia Oparei           |                       |
| Warner                    | Linal Haft              |                       |
| Le Pétomane               | Keith Robinson          |                       |
| Színpadmester             | Peter Whitford          | Bácskai János         |
| Satine orvosa             | Norman Kaye             | Vizy György           |
| Christian apja            | Arthur Dignam           | Palóczy Frigyes       |

## Fontosabb díjak és jelölések
Oscar-díj (2002)
- díj: legjobb jelmeztervezés (Angus Strathie, Catherine Martin)
- díj: legjobb látványtervezés (Brigitte Broch, Catherine Martin)
- jelölés: legjobb film
- jelölés: legjobb női főszereplő (Nicole Kidman)
- jelölés: legjobb operatőr (Donald McAlpine)
- jelölés: legjobb vágás (Jill Bilcock)

BAFTA-díj (2002)
- díj: legjobb férfi mellékszereplő (Jim Broadbent)
- díj: Anthony Asquith-díj a legjobb filmzenének (Craig Armstrong, Marius De Vries)
- díj: legjobb hang (Anna Behlmer, Andy Nelson, Roger Savage)
- jelölés: legjobb vizuális effektusok
- jelölés: legjobb operatőr (Donald McAlpine)
- jelölés: legjobb jelmeztervezés (Catherine Martin, Angus Strathie)
- jelölés: legjobb vágás (Jill Bilcock)
- jelölés: legjobb film (Martin Brown, Baz Luhrmann, Fred Baron)
- jelölés: legjobb smink (Maurizio Silvi, Aldo Signoretti)
- jelölés: legjobb látványtervezés (Catherine Martin)
- jelölés: legjobb forgatókönyv (Baz Luhrmann, Craig Pearce)
- jelölés: legjobb rendezés (Baz Lurmann)

Golden Globe-díj (2002)
- díj: legjobb film – zenés film és vígjáték
- díj: legjobb női alakítás (Nicole Kidman)
- díj: legjobb filmzene (Craig Armstrong)
- jelölés: legjobb rendező (Baz Lurmann)
- jelölés: legjobb dal (David Baerwald: Come What May)
- jelölés: legjobb férfi főszereplő (Ewan McGregor)

MTV Movie Awards (2002)
- díj: legjobb női főszereplő (Nicole Kidman)
- díj: legjobb zenés jelenet (Ewan McGregor)
- jelölés: legjobb cameo (Kylie Minogue)
- jelölés: legjobb csók (Nicole Kidman és Ewan McGregor)
- jelölés: legjobb zenés jelenet (Nicole Kidman)